# ジョーン・オブ・イングランド (シチリア王妃)

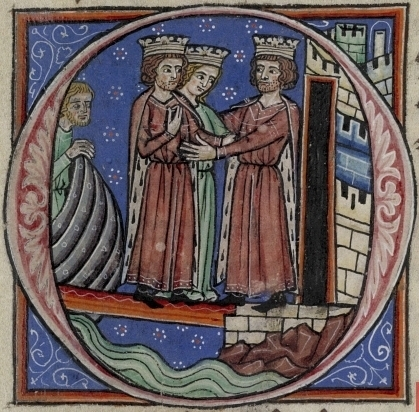
フィリップ2世に歓迎されるリチャード1世とジョーン。1230年頃に書かれた年代記ヒストリア・アングロルムの挿絵より。

ジョーン・オブ・イングランド（Joan of England, 1165年10月 - 1199年9月4日）は、シチリア王グリエルモ2世の王妃、後にトゥールーズ伯レーモン6世の妃。イングランド王ヘンリー2世と王妃アリエノール・ダキテーヌの三女。イタリア語名はジョヴァンナ・ディンギルテッラ（Giovanna d'Inghilterra）、フランス語名はジャンヌ・ダングルテール（Jeanne d'Angleterre）。
異父姉にマリー、アリックス、同父母の兄弟姉妹では兄にウィリアム、若ヘンリー王、リチャード1世、ジェフリー、弟にジョン、姉にマティルダ、エレノアがいる。

## 生涯
アンジューで生まれ、母の宮廷のあるウィンチェスターやポワチエで育つ。1176年、シチリア王グリエルモ2世が大使を派遣し、ジョーンとの結婚を申し出た。婚約は同年5月に整い、8月にはノーリッジ司教、サリー伯爵ハメリン・ド・ワーレンらに付き添われてシチリアへ出発した。ジョーンの兄2人、若ヘンリーはルーアンからポワチエ、その後をリチャードが引き継ぎポワチエからサン＝ジルまで妹を護衛した。サン＝ジルではシチリア王の代理人であるカプア大司教アルフォンソ、シラクサ司教リチャード・パーマーらと、彼女の随行員が面会した。
危険の多い航海の後、1177年2月に無事シチリアへ到着し、パレルモ大聖堂で結婚式と戴冠式が挙行された。2人の間には1181年に長男ボエモンドが生まれるが夭折し、後に子は生まれなかった。
1189年にグリエルモ2世が亡くなると、ジョーンは新王タンクレーディに捕らえられた。1190年、ジョーンの兄リチャード1世が第3回十字軍総司令官として、聖地への途上イタリアへ上陸、妹の監禁を知った彼はジョーンの身柄と彼女の持参金を返すようタンクレーディに要求した。タンクレーディがこれらの要求に対して渋る様子をみせると、リチャード1世は武力を行使し、バニャラ城の支配権を奪った。それから彼は一冬をイタリアで過ごし、メッシーナの町を征服した。たまりかねたタンクレーディは要求を飲みジョーンを解放した。
春を迎えた1191年3月、リチャード1世の婚約者のナバラ王女ベレンガリアを連れて母アリエノールがメッシーナへ到着、ジョーンは母からベレンガリアの後見を託され、聖地での結婚を決めた兄にベレンガリアと一緒に連れられメッシーナを出航した。ところが2日すると艦隊はひどい嵐に見舞われ、ジョーンとベレンガリアの乗船する船も破壊された。リチャード1世は被害もなくクレタ島へたどりついたが、2人は近くのキプロス島へ流されてしまった上、キプロスの独裁者で太守のイサキオス・コムネノスに船ごと拿捕され身柄は無事だったが、リチャード1世の軍資金もろとも捕らえられてしまった。リチャード1世は2人の引渡しを丁重に要請したが拒否されたため、イサキオスを追跡し捕らえた。キプロスを占領したリチャード1世は同地リマソルでベレンガリアと結婚し、次にキプロスを出航してジョーンとベレンガリアも同行、一行はアッコンへ到着した。
ジョーンはリチャード1世のお気に入りの妹だった。宗教的偏見や敬虔さからも自由であった彼はムスリム（イスラム教徒）のサラディンとの停戦交渉中に、サラディンの弟アル＝アーディルと当時未亡人であったジョーンを結婚させ、2人をエルサレムの共同統治者にしようと考えた。しかし、ジョーンがイスラム教徒との結婚を激怒して拒み、検討はしてみたアル＝アーディルもキリスト教徒との結婚を拒絶したため、この計画は実現しなかった。あまりに大胆な提案にサラディンも呆れたとも伝わる。同じ十字軍に途中まで参加したフランス王フィリップ2世は、当時最初の王妃イザベル・ド・エノーを亡くしており、シチリア滞在中に対面したジョーンと再婚したいと考えたようだが、これも実現しなかった。
1192年に兄に先立ちベレンガリアと共にローマへ出航、ジェノヴァ、マルセイユ、サン＝ジルなどを転々として1193年にポワトゥーへ戻った。それから3年後の1196年、兄の対フランス政策の一環で南フランスのトゥールーズ伯レーモン6世と結婚、持参金としてクエルシーとアジュネがレーモン6世にもたらされた。ジョーンは翌1197年にトゥールーズ伯レーモン7世となる息子を出産した。
レーモン6世にとってこの結婚は3度目であり、ジョーンの持参金めあて以外の何物でもなかった。またレーモン6世自身が統治能力に欠け、支配下の領主たちと始終いざこざを起こしていた。1199年、第3子を妊娠中のジョーンは、サン＝フェリックス・ド・カラマンの領主が起こした暴動に、夫の不在時に直面した。彼女は敵の城の攻略を命じるが、裏切りにあい劣勢となった。生命の危機から逃れるため、夫の助けがまったくあてにならないと考えたジョーンは北へ向かい、兄の保護を求めたが、リチャード1世はシャリュ城攻略中の傷がもとで既に死亡していた。ジョーンは領土を巡回中の母アリエノールと再会、悲しみと疲労で憔悴しきった娘を静養させるべく、アリエノールはジョーンをフォントヴロー修道院へと連れて行った。だがジョーンは回復せず、次第に衰弱していった。彼女は出産後に息絶え、死の床で修道女として出家した。彼女の産み落とした赤子（男児だった）は、洗礼を与えられた後に短い生を終えた（リチャードという名がつけられた）。ジョーンはフォントヴロー修道院へ葬られた。50年後、彼女の長男レーモン7世は母の隣に埋葬された。

## 子女
最初の夫グリエルモ2世との間に1男を儲けた。
- ボエモンド（1181年）

2度目の夫レーモン6世との間に2男を儲けた。
- レーモン7世（1197年 - 1249年）
- リシャール（リチャード、1199年）